# (3636) Pajdušáková
(3636) Pajdušáková es un asteroide perteneciente al cinturón de asteroides, descubierto el 17 de octubre de 1982 por Antonín Mrkos   desde el Observatorio Kleť, České Budějovice, República Checa.

## Designación y nombre
Designado provisionalmente como 1982 UJ2. Fue nombrado Pajdušáková en honor a la primera mujer astrónoma eslovaca Ľudmila Pajdušáková.